# Plombonacrite
La plombonacrite est un minéral, de formule Pb5(CO3)3O(OH)2. Son nom est dérivé de celui du plomb qu'il contient, et de son aspect nacré.

## Caractéristiques
La composition de la plombonacrite est celle d'un hydroxycarbonate de plomb. Décrite comme un composé chimique dès 1889, elle est reconnue comme un minéral par l'IMA en 2012. Ce minéral est similaire à l'hydrocérusite (céruse) mais possède une composition légèrement différente, une maille différente et un groupe d'espace différent (P3c1). Le domaine de stabilité de la plombonacrite est plus restreint que celui de l'hydrocérusite. Elle cristallise dans le système trigonal, se présentant sous l'aspect d'agrégats d'écailles de 0,1 mm. Sa dureté est de 3,5 sur l'échelle de Mohs.
La plombonacrite est classée 05.BE dans la classification de Strunz, correspondant aux carbonates anhydres contenant des anions additionnels et du plomb ou du bismuth.

## Gîtologie et minéraux associés
La plombonacrite apparaît dans les zones d'oxydation des dépôts polymétalliques hydrothermaux.
Elle est retrouvée associée à l'anglésite, la linarite et la galène.

## Applications dans l'art pictural
Son utilisation a été découverte chez certains artistes anciens sous la technique du remplissage (couches épaisses de peinture), parmi lesquels Léonard de Vinci, Rembrandt et Vincent Van Gogh.  Des échantillons ont également été trouvés dans d'autres œuvres du XXe siècle[réf. souhaitée].